# 武田禰禰
武田禰禰（日语：禰々，1528年—1543年2月22日），日本戰國大名武田信虎的三女，諏訪賴重的正室。
禰禰因為武田信虎要與諏訪氏締結同盟，於天文9年（1540年）11月嫁給諏訪賴重。賴重於同年12月9日前往甲府迎娶禰禰，而信虎在12月17日前往諏訪。據說為了迎娶禰禰，賴重將自己與迎娶禰禰前所納側室小見氏所生的女兒諏訪御料人當做人質送到甲斐。
禰禰在天文11年（1542年）4月4日生下寅王，因為這年是諏訪大社御柱祭之年，正當壬寅之年，所以小孩命名為寅王。賴重因為嫡子誕生，非常高興，在6月11日宮祭之日時，帶著寅王一起去參拜，並在諏訪上社奉納時毛之馬與太刀。
但是賴重後來在與武田晴信交戰時戰敗，於天文11年7月21日在東光寺自殺。這年9月10日高遠賴繼又對諏訪家當主發兵，晴信與賴繼交戰，並以寅王為代表，由信濃出兵。後來禰禰與寅王回到甲府，因為不段遭逢變故，再加上才一歲的寅王被當做政治工具，使禰禰相當心痛，最後於天文12年1月19日病逝，十六歲。從此以後，也沒有再聽說寅王的消息了。